# David Erythropel (Theologe)
David Erythropel (auch: Erythropilos oder Erithroplios, * 16. Oktober 1604 in Hannover; † 19. Januar 1661 ebenda) war ein evangelischer Theologe, Magister, Rektor und Schriftsteller.

## Leben
David Erythropel entstammte der hannoverschen Gelehrtenfamilie Erythropel. Er war der Sohn von Rupert Erythropel und der ältere Bruder von Georg Erythropel.
David Erythropel besuchte die altstädtische Schule in Hannover und studierte an der Universität Jena, an der er den Magistergrad erwarb. Zurück in Hannover, erhielt er 1629 an der Schule die Stellung als Konrektor, bezog aber 1633 wiederum die Universität Marburg und wich wegen der dort grassierenden Pest nach Hamburg und Königsberg aus, kehrte aber auf Drängen seines Bruders wieder nach Marburg zurück; auf der Reise wäre er fast in der Ostsee ertrunken. 1640 wurde er Rektor der Schule in Hannover und 1643 Pfarrer der dortigen Aegidienkirche. Dort arbeitete er zugleich als „Special-Collega“ seines Bruders bis an sein Lebensende. Daneben wirkte er als Schriftsteller.
1641 heiratete David Erythropel Elisabeth, die Tochter des Aegidienkirchen-Diakons Conrad Bodenstab. Mit ihr hatte David Erythropel fünf Söhne und fünf Töchter, unter anderen David Rupert Erythropel. Von schwacher Konstitution und von Skorbut geplagt, starb er 1661.
Der in Limmer tätige Pastor Jacobus Sackmann würdigte David Erythropel in einer Leichenrede als „guten Dialecticus“.

## Schriften (unvollständig)
- Proskephalaion, Das ist/ Geistliches Hauptküssen ... [Leichenansprache für den Landrentmeister Christoff Blume] Hannover: Georg Friedrich Grimm, 1662; digital über die Niedersächsische Staats- und Universitätsbibliothek Göttingen (SUB Göttingen).